# Ercole contro Moloch
Ercole contro Moloch è un film del 1963 diretto da Giorgio Ferroni.

## Trama
Micene viene distrutta da un terremoto e ricostruita nel luogo dove la Regina Demetra dà alla luce un figlio. Il neonato è un essere deforme, ma il gran sacerdote Asterione crea attorno a lui il culto e la leggenda di Moloch. La città diventa in poco tempo una delle più potenti della zona e tutte le città circostanti sono costrette ad offrire tributi in denaro e ostaggi al Moloch, temendo la sua ira. Tutte le città che tentano di ribellarsi a questo regime vengono distrutte.
Quando Micene chiede tributi a Tirinto, Glauco, soprannominato da tutti Ercole per via della sua forza eccezionale, si offre come ostaggio per poter entrare nella città rivale. A Micene, dopo alterne vicende e varie lotte, riesce a salvare la sua amata Medea mentre sta per essere uccisa da Moloch e, dopo una dura lotta, riesce ad abbattere il mostro liberando i cittadini dalla tirannide.